# Oeynhausen (Nieheim)
Oeynhausen [ˈøːnˌhaʊ̯zn̩]  ist eine westliche Ortschaft der Stadt Nieheim im Kreis Höxter, Nordrhein-Westfalen. Am 31. Dezember 2020 hatte der Ort 443 Einwohner.

## Lage
An Oeynhausen grenzen im Osten die Kernstadt Nieheim, im Süden die Ortschaft Pömbsen der Stadt Bad Driburg, im Westen die Ortschaften Himmighausen und Merlsheim der Stadt Nieheim und im Norden der Stadtbezirk Bergheim der Stadt Steinheim (alle Kreis Höxter).

## Geschichte

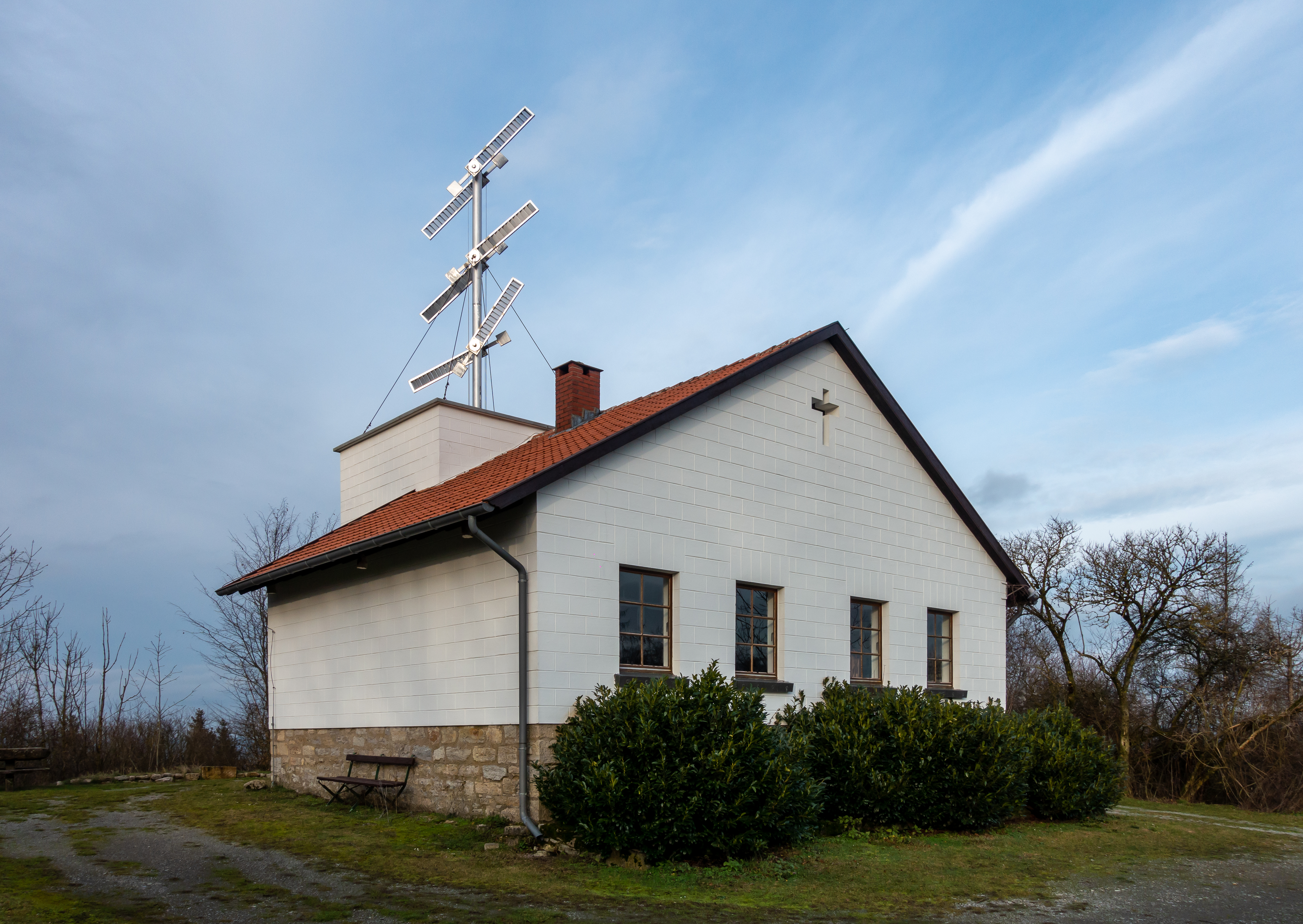
Telegraphenstation auf dem Bilsterberg

Eine erste Urkunde aus dem Jahre 936 erwähnt den Ort unter dem Namen Agingehusen. Später wurde er in der Busdorf-Urkunde im Jahr 1036 als ein Haupthof mit Burg Oggenhusen bezeichnet, wobei es sich bei der Burg um den Amtshof der Bischöfe von Paderborn handelte, wie Ausgrabungen aus den späten 1980er-Jahren bestätigten. Um dieses Gehöft entstand die in Form eines Haufendorfs sich bildende Ortschaft Oeynhausen. Grundbesitzer waren ab 1529 die Herren von Oeynhausen, die später den Besitz als Lehen an die Herren von Spiegel zum Desenberg übertrugen, die diesen bis zum 19. Jahrhundert verwalteten.
Oeynhausen gehörte bis zu den Napoleonischen Kriegen zur Richterei Nieheim im Hochstift Paderborn. Im Königreich Westphalen bildete Oeynhausen von 1807 bis 1813 eine Gemeinde im Kanton Nieheim des Distrikts Höxter im Departement der Fulda und fiel dann an Preußen. 1816 kam die Gemeinde zum neuen Kreis Brakel, der 1832 im Kreis Höxter aufging. Im Kreis Höxter gehörte Oeynhausen zum Amt Nieheim, das bis in die 1930er Jahre mit dem Amt Steinheim das Doppelamt Nieheim-Steinheim bildete.
Zwischen 1832 und 1849 war Oeynhausen Standort einer Station des Preußischen optischen Telegrafen zwischen Berlin und Koblenz. Diese Station mit der Nummer 32 wurde auf Initiative des Heimatvereins Oeynhausen in den Jahren 1983 bis 1984 auf den alten Grundmauern rekonstruiert. Sie kann besichtigt werden.
Am 1. Januar 1970 wurde Oeynhausen durch das Gesetz zur Neugliederung des Kreises Höxter in die Stadt Nieheim eingegliedert.
Auf dem Bilster Berg, etwa 3 Kilometer südlich des Dorfes gelegen, befand sich von 1973 bis 1993 eine Militärbasis der
britischen Streitkräfte.